# Lilla Hackningagylet
Lilla Hackningagylet är en sjö i Karlshamns kommun i Blekinge och ingår i Mörrumsåns huvudavrinningsområde.